# 维莱韦尔蒙
维莱韦尔蒙（法語：Villers-Vermont，法語發音：[vilɛʁ vɛʁmɔ̃]）是法国瓦兹省的一个市镇，属于博韦区。

## 地理
维莱韦尔蒙（49°34'36"N, 1°44'38"E）面积6.61 平方千米，位于法国上法蘭西大區瓦兹省，该省份为法国北部内陆省份，北起索姆省，西接厄尔省和滨海塞纳省，南至塞纳-马恩省和瓦兹河谷省，东临埃纳省。
与维莱韦尔蒙接壤的市镇（或旧市镇、城区）包括：圣桑松拉波特里、杜多维尔、冈库尔-圣艾蒂安、巴藏库尔、丰特奈托尔西、泰兰河畔埃里库尔、欧塞。

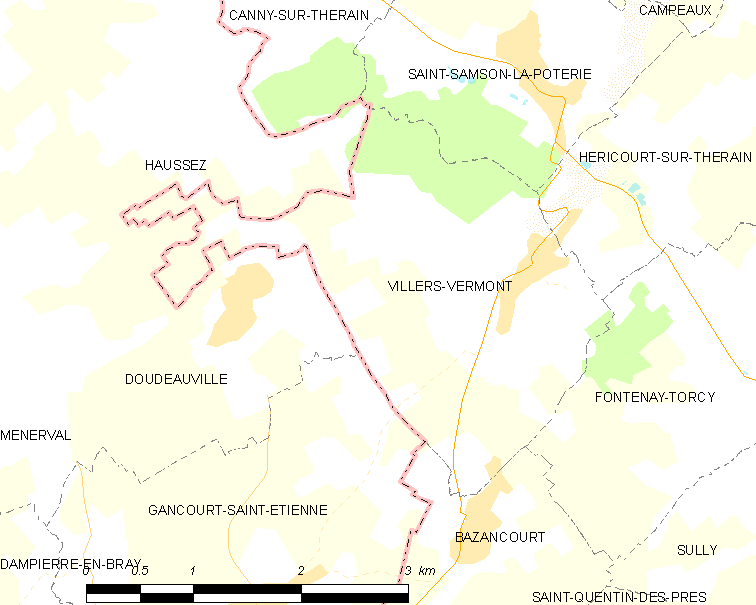
维莱韦尔蒙的OSM定位图

维莱韦尔蒙的时区为UTC+01:00、UTC+02:00（夏令时）。

## 行政
维莱韦尔蒙的邮政编码为60380，INSEE市镇编码为60691。

## 政治
维莱韦尔蒙所属的省级选区为格朗维利耶县。

## 人口

1962-2008年间维莱韦尔蒙人口变化图示

维莱韦尔蒙于2022年1月1日时的人口数量为121人。